# الظفير (حزم العدين)

تعديل مصدري - تعديل

الظفير محلة تابعة لقرية الجبجب، التابعة لعزلة يريس بمديرية حزم العدين إحدى مديريات محافظة إب في الجمهورية اليمنية، بلغ تعداد سكانها 65 حسب تعداد اليمن لعام 2004.